# Drago Golob
Drago Golob, slovenski oboist, * 1. oktober 1937, Maribor, † 23. marec 2020.
Oboo je študiral na Akademiji za glasbo v Zagrebu ter na Akademiji za glasbo v Ljubljani, kjer je leta 1961 tudi diplomiral. V tem času je postal prvi oboist orkestra Slovenske filharmonije, v katerem je deloval do upokojitve leta 2005. Sodeloval je tudi v številnih glasbenih sestavih, kot komorni glasbenik in kot član ansamblov Slavko Osterc ter Collegium musicum. Bil je tudi predavatelj na Akademiji za glasbo v Ljubljani.